# علي ثويني
علي ثويني معمار وكاتب وباحث أكاديمي عراقي، من مواليد بغداد - كرادة مريم 1957، لديه إصدارات عديدة ومشارك في عدة منابر ثقافية واستاذ جامعي، كما درس ونظر ونشر، ولديه إسهامات بالنشر المعماري والثقافة عموما ومهتم بالمنتج الثقافي العراقي ولاسيما التراثي، ترك العراق مبكرا عام 1975، لكن جذوره بقيت عراقية ولغته العربية سليمة على الرغم من انه لم يدرس باللغة العربية، أي ان كل دراساته باللغات الاجنبية، ذهب إلى المانيا في البداية عام 1984 ثم ذهب لباريس وبقي هناك اقل من سنة ثم منع بسبب غزوالعراق للكويت عام 1990، عاش في الجزائر وعمل فيها لفترة ثم هاجر إلى السويد عام 1992.

## التحصيل العلمي
- 1975-1983 ماجستير في الهندسة المعمارية وتخطيط المدن- جامعة بوخارست - رومانيا.[3]
- 1996 -1999 دكتوراه في العمارة بأطروحة عن العمارة الإسلامية، ودرس في بودابست وباريس وستوكهولم.[3]

## العمل
- مهندس معماري في الجزائر بالإنتاج المعماري، كتخطيط المدن والتهيئة العمرانية والمساكن والإدارات والمباني الثقافية والدينية 1983-1992.[4]
- خبير معماري في الترميم في منظمة اليونسكو واشرف على ترميم القبة العسكرية في سامراء 2008.[3]
- أستاذ جامعي في كلية الهندسة قسم العمارة - جامعة فيلادلفيا عمان -الأردن 2009-2011.[3]
- مستشار معماري وعمراني في مجموعة (أوبن بروجكت) الإيطالية - مدينة بولونيا.[3]
- درس بالكلية التقنية بمسقط وشغل منصب خبير ومستشار للمحافظة على التراث العمراني والعماري والفني.[3]
- يعمل ضمن برامج مؤسسات ومنظمات عالمية.[3]
- مشرف أكاديمي على طلبة الدراسات العليا في بعض الجامعات الخليجية.[3]

## النشاط العام
- الكتابة والتأليف في العمارة والتراث العربي والإسلامي وكذلك السياسة والثقافة العراقية وناشر في العديد من الدوريات العربية والأجنبية.[3]
- مشارك ومحاضر في عدة مؤتمرات عن المدن والعمائر والفنون العربية والإسلامية.[3]
- نشاط إعلامي في عدة دوريات وقنوات فضائية.[3]
- أصدر مجلة (ميزوبوتاميا) فصلية موسوعية جامعة في بغداد(2004-2008).[3]

### صدر له
| الكتاب                                    | اللغة   | الناشر                         | السنة   | عدد الصفحات | الرقم الدولي | المصدر      |
| ----------------------------------------- | ------- | ------------------------------ | ------- | ----------- | ------------ | ----------- |
| معجم عمارة الشعوب الأسلامية               | العربية | دار حوران                      | 2006    | لا يوجد     | لايوجد       | [ 5 ]       |
| العمارة الإسلامية سجالات في الحداثة       | العربية | الدار العربية للعلوم           | 2009    | 292         | لا يوجد      | [ 6 ]       |
| مبادىء التصميم المعماري                   | العربية | دار قابس                       | 2010    | 237         | لا يوجد      | [ 7 ]       |
| الألسنة العراقية                          | العربية | لا يوجد                        | 2013    | 495         | لا يوجد      | [ 8 ] [ 9 ] |
| علي الوردي والمشروع العراقي               | العربية | لا يوجد                        | لا يوجد | لا يوجد     | لا يوجد      | [ 10 ]      |
| المعماري مكية تحليل للسيرة والفكر والمنجز | العربية | دار ميزوبوتاميا                | 2013    | 434         | لا يوجد      | [ 11 ]      |
| المكان والعمارة                           | العربية | وكالة الصحافة العربية (ناشرون) | 2019    | لا يوجد     | لا يوجد      | [ 12 ]      |

### من مقالاته
- أصل الأكراد وحقيقة الإنتماء الآري والسامي.[13]
- رأي يوسف زيدان بصلاح الدين الأيوبي، حق ام باطل..وجهة نظر معمارية؟[14]
- تركيا تلعب بالنار، والأرث البيزنطي مازال قائم في أوروبا.[15]
- هل كان الزعيم عبد الكريم قاسم عميلا لجهة أو مخابرات أجنبية؟[16]
- أخي العزيز المعمار الجليل عبد الصاحب (ردا على مقال سلموها للامريكان ليسلم الشعب).[17]
- كركوك الإنكليزيه ولورنس العربي وبرزاني الكردي.[18]
- العمارة المسيحية في ثابت الثقافة العربية.[19]
- حينما (بصقنا) على الإنتخابات.[20]
- المنشار الأمريكي والنشارة العراقية في مشروع (الديمقراطية التوافقية).[21]
- قصة سفينة نوح وردت في بابل قبل التوراة بعشرة قرون.[22]
- في الحنين إلى الوطن العراقي .. إحتفاءاً بمئوية المعمار الدكتور محمد مكية.[23]
- كيف أصبحت جزيرة زنجيار في شرق أفريقيا كردية ؟.[24]
- الإسترزاق وحروب الاضرحة غير المعلنة.[25]
- هل تستحق بغداد أن تتوج عاصمة للثقافة العربية ؟[26]
- اللّغة والعمارة.[27]
- اللغة السومرية وعراقية اليوم والدعاوى القومية.[28]
- التأثيرات اللسانية وعقدة الخواجة.[29]
- أزمة الأغريق بين التصديق والتلفيق.[30]
- التسميات والكنى في اللسان العراقي.[31]
- أيلول الأسود والمصخم .[32]
- الفيلون واللغة والفيلية في الثقافة العراقية.[33]
- الفيليون واللغة الفيلية في الثقافة العراقية.[34]
- التركمان واللغة التركمانية في الثقافة العراقية.[35]
- مقاربات ومقارنات في مفهوم الأمة العراقية.[36]
- اللغة الكردية بين الثقافة اللسانية والسياسة القومية.[37]
- العروبة كظاهرة لغوية.[38]
- مفهوم (الگيتو) في العقلية العراقية.[39]
- حمى البـحث عــن (عمام ).[40]
- المنحى البيئي في العمارة الإسلامية.[41]
- محاضرة عن السلم المدني العراقي في ستوكهولم للباحثة بسعاد عيدان.[42]
- ما لم يقله علي الوردي في 8 شباط 1963.[43]
- عمارة البيوت في سياق الثقافة الكردية.[44]
- العمارتان العراقية والفارسية.[45]
- الحقيقة التي أعرفها واشهد بها على المدعوا محمد علي الشهرستاني.[46]